# 금가루낮도마뱀붙이
금가루낮도마뱀붙이(영어: gold dust day gecko, 학명: Phelsuma laticauda)는 주행성을 띠는 도마뱀붙이류의 일종이다. 마다가스카르 북부, 코모로의 섬들에 서식하며, 하와이섬 등등의 태평양의 섬들에 도입되었다. 보통 다양한 종류의 나무와 주택에 서식하며, 곤충과 꽃꿀을 먹는다. GEICO(en:GEICO)의 마스코트로 잘 알려져 있다.

## 아종
아종은 모식아종(nominate subspecies)을 포함하여 두 종이 있다:
- 금가루낮도마뱀붙이(Phelsuma laticauda laticauda)
- 뾰족금가루낮도마뱀붙이(Phelsuma laticauda angularis)

## 형태
뾰족금가루낮은 낮도마뱀붙이류 치고는 작은 편이며, 꼬리까지 최대 15–22 cm (6–9 in)에 달한다. 체색은 연녹색, 황록색, 드물게는 푸른색을 띤다. 일반적으로 목덜미와 등 앞부분에 노란색 반점들이 난다. 굵은 적색 줄무늬 세 개가 주둥이와 머리를 가로지른다. 눈 윗부분의 피부는 파란색이다. 등 뒷부분엔 척추 방향으로 세 개의 줄무늬가 있는데, 꼬리쪽으로 갈수록 가늘어진다. 꼬리는 조금 납작하다. 밑부분은 황백색이다. 유체는 빨간색을 띠지 않으며, 꼬리와 사지는 황백색을 띤다.

## 식성

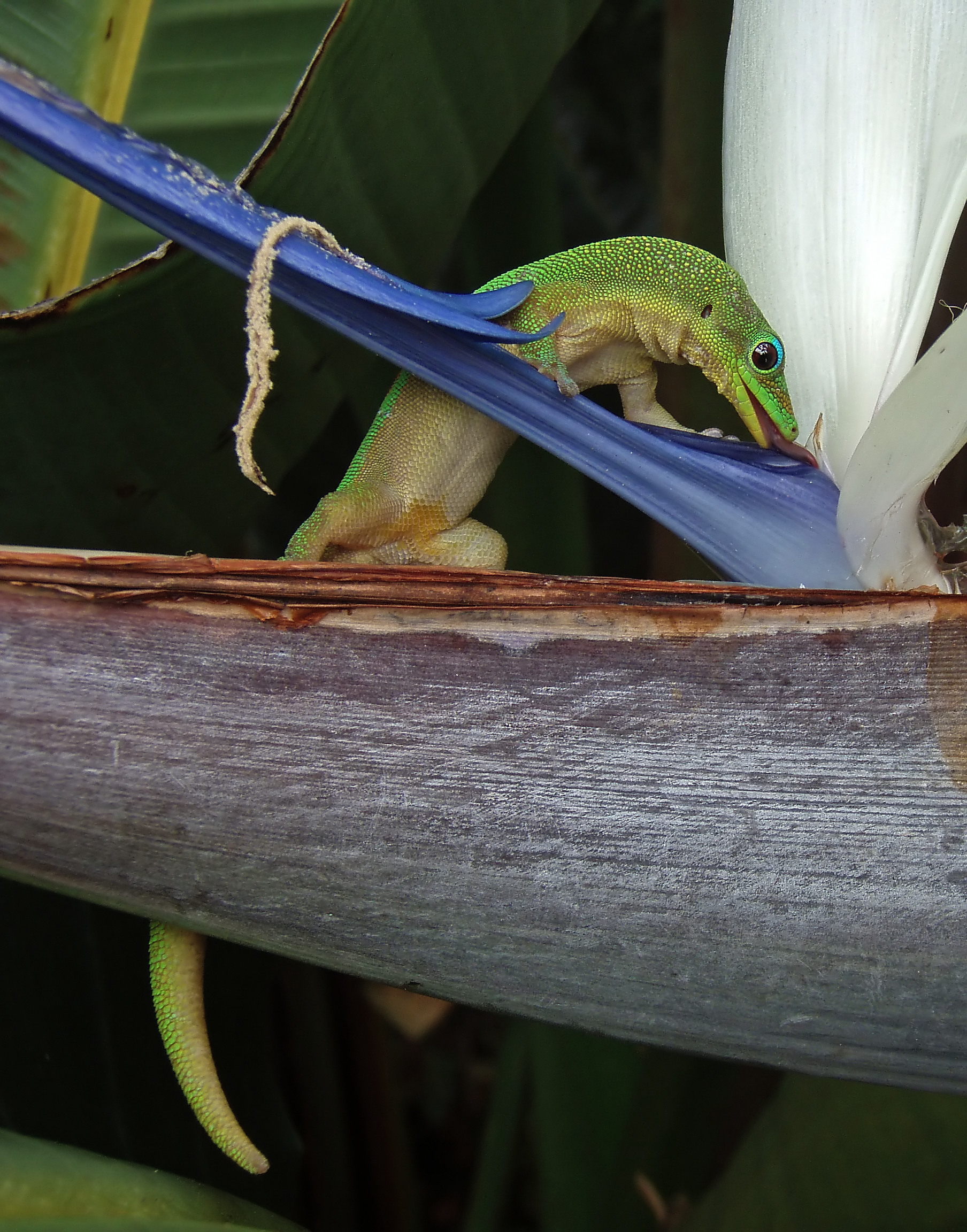
극락조화속(:en:Strelitzia)의 꽃꿀을 핧짝이는 개체

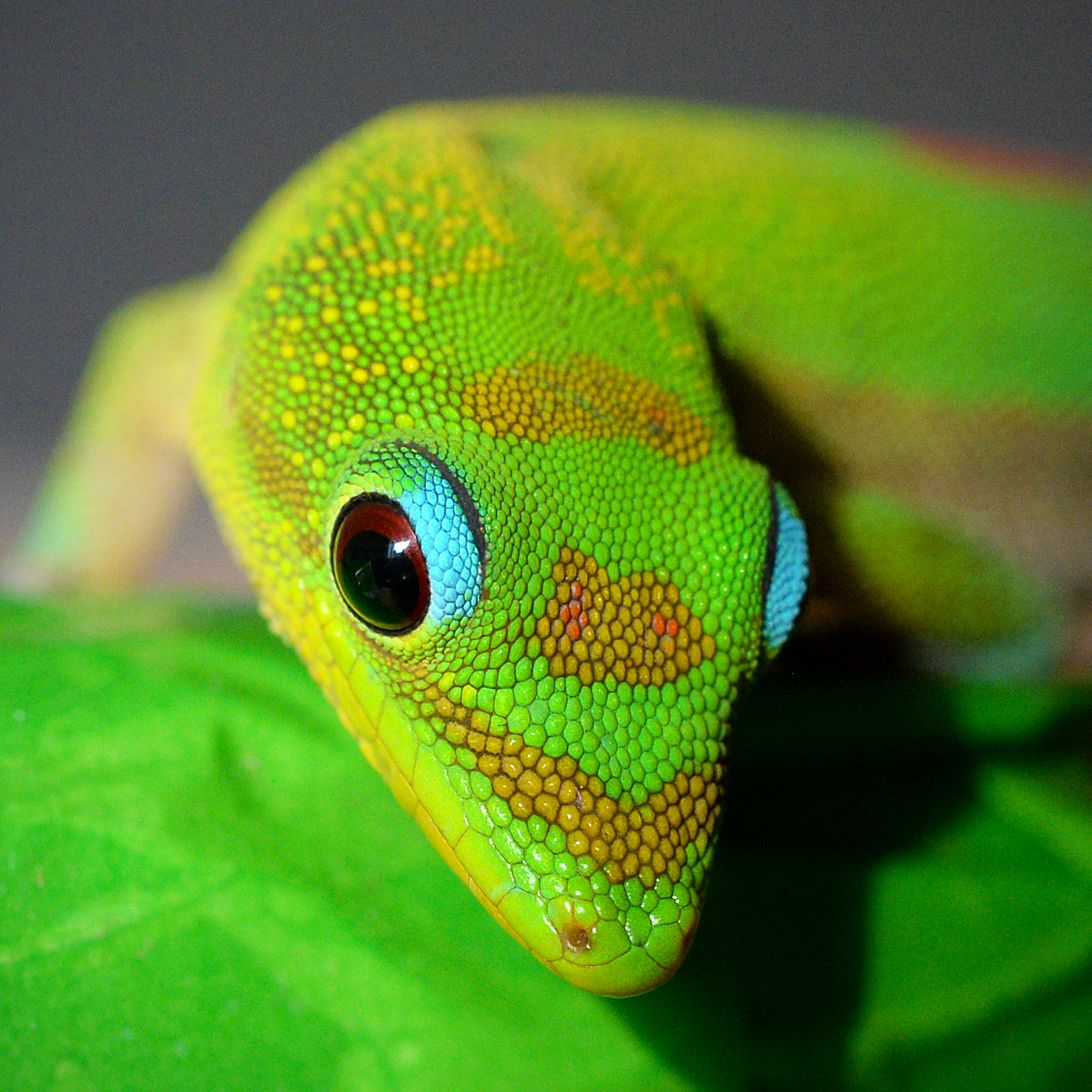
하와이섬에서 근접촬영한 개체

이 낮도마뱀붙이류는 다양한 곤충과 절지류를 섭취하며, 더 작은 도마뱀 또한 잡아먹는다. 부드럽고 달달한 과일과 꽃가루, 꽃꿀도 먹는데, 먹이를 섭취하기 위해 하나의 식물에 여러 개체가 모여있는 것을 흔히 볼 수 있다.

## 수컷

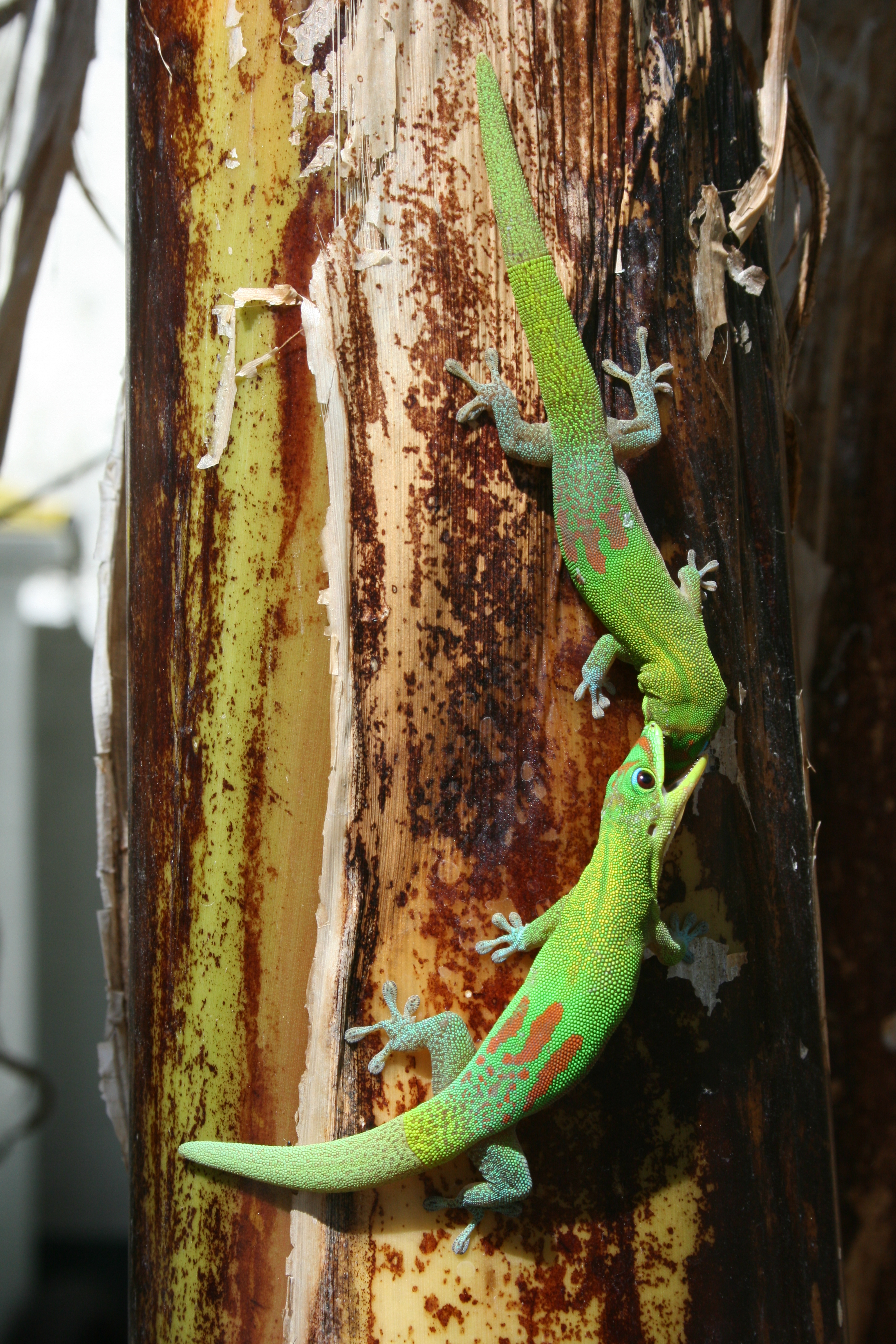
레위니옹 생드니 중부에 위치한 바나나 나무에서 싸우는 개체들

이 종의 수컷은 다소 공격적인 편이며 자기들끼리 꽤나 잘 싸운다. 자기들의 영역에 다른 수컷이 들어오는 상황을 받아들이지 못한다. 사육 시에 암컷이 탈출할 수 없는 환경에 처하면, 수컷은 암컷에게 심각한 부상을 입히기도 한다.

## 번식
암컷은 최대 다섯 쌍의 알을 낳는다. 새끼는 온도가 28 °C일 때 약 40-45일 후에 부화한다. 유체의 길이는 55–60 mm에 달한다. 유체가 서로 자주 싸우기 때문에 따로따로 키워야 한다. 유체는 10–12 개월 후에 성숙한다.

## 사육
이 동물은 크고 식물이 잘 심어진 테라리움에서 하나씩, 혹은 암수한쌍으로 키워야 한다. 온도는 낮에는 28 °C, 밤에는 20 °C, 습도는 65-75%로 맞춰준다. 사육 시에는 귀뚜라미, 벌집나방(en:Waxworm), 초파리, 구더기, 밀웜, 집파리 따위를 먹일 수 있다. 망고 따위의 과일이나 레파시(Repashy), 판게아(Pangea) 같은 시판 중인 과일 혼합 먹이도 먹는다.